# Sant Genèst (Alier)
Saint-Genest és un municipi francès, situat al departament de l'Alier i a la regió d'Alvèrnia-Roine-Alps. L'any 2007 tenia 364 habitants.

## Demografia

### Població
El 2007 la població de fet de Saint-Genest era de 364 persones. Hi havia 129 famílies de les quals 21 eren unipersonals (17 homes vivint sols i 4 dones vivint soles), 46 parelles sense fills i 62 parelles amb fills.
La població ha evolucionat segons el següent gràfic:
Habitants censats

### Habitatges
El 2007 hi havia 165 habitatges, 129 eren l'habitatge principal de la família, 12 eren segones residències i 23 estaven desocupats. 160 eren cases i 1 era un apartament. Dels 129 habitatges principals, 105 estaven ocupats pels seus propietaris, 18 estaven llogats i ocupats pels llogaters i 7 estaven cedits a títol gratuït; 1 tenia una cambra, 11 en tenien dues, 21 en tenien tres, 45 en tenien quatre i 52 en tenien cinc o més. 111 habitatges disposaven pel capbaix d'una plaça de pàrquing. A 38 habitatges hi havia un automòbil i a 82 n'hi havia dos o més.

### Piràmide de població
La piràmide de població per edats i sexe el 2009 era:
| Homes | Edats   | Dones |
| ----- | ------- | ----- |
| 0     | 95 o +  | 0     |
| 0     | 90 a 94 | 0     |
| 0     | 85 a 89 | 0     |
| 4     | 80 a 84 | 0     |
| 4     | 75 a 79 | 0     |
| 4     | 70 a 74 | 8     |
| 16    | 65 a 69 | 12    |
| 8     | 60 a 64 | 8     |
| 0     | 55 a 59 | 0     |
| 16    | 50 a 54 | 4     |
| 32    | 45 a 49 | 16    |
| 12    | 40 a 44 | 24    |
| 20    | 35 a 39 | 12    |
| 12    | 30 a 34 | 8     |
| 12    | 25 a 29 | 8     |
| 20    | 20 a 24 | 0     |
| 12    | 15 a 19 | 12    |
| 8     | 10 a 14 | 12    |
| 12    | 5 a 9   | 16    |
| 8     | 0 a 4   | 12    |

## Economia
El 2007 la població en edat de treballar era de 224 persones, 176 eren actives i 48 eren inactives. De les 176 persones actives 164 estaven ocupades (92 homes i 72 dones) i 11 estaven aturades (6 homes i 5 dones). De les 48 persones inactives 10 estaven jubilades, 22 estaven estudiant i 16 estaven classificades com a «altres inactius».

### Ingressos
El 2009 a Saint-Genest hi havia 138 unitats fiscals que integraven 358,5 persones, la mediana anual d'ingressos fiscals per persona era de 17.309 €.

### Activitats econòmiques
Dels 2 establiments que hi havia el 2007, 1 era d'una empresa de construcció i 1 d'una empresa d'hostatgeria i restauració.
Dels 2 establiments de servei als particulars que hi havia el 2009, 1 era un guixaire pintor i 1 restaurant.
L'any 2000 a Saint-Genest hi havia 23 explotacions agrícoles que ocupaven un total de 1.008 hectàrees.

## Equipaments sanitaris i escolars
El 2009 hi havia una escola maternal integrada dins d'un grup escolar amb les comunes properes formant una escola dispersa.

## Poblacions més properes
El següent diagrama mostra les poblacions més properes.